# Trachyloma planifolium
Trachyloma planifolium är en bladmossart som beskrevs av Bridel 1827. Trachyloma planifolium ingår i släktet Trachyloma och familjen Pterobryaceae. Inga underarter finns listade i Catalogue of Life.